# ТКБ-521
ТКБ-521 (также ЕПН — единый пулемёт Никитина) — опытный единый пулемёт конструкции Григория Ивановича Никитина и Юрия Михайловича Соколова. В 1953—1958 годах Григорий Никитин совместно с Юрием Соколовым проводили работы в тульском ЦКБ-14 по созданию советского единого пулемёта под винтовочный патрон.

## История
Создавался пулемёт усилиями ЦКБ-14 и завода № 575 и являлся основным конкурентом пулемёта Калашникова в конкурсе на единый пулемёт для Вооружённых сил СССР. Хотя он проиграл конкурс, 1000 исправных пулемётов не стали уничтожать и отправили на склады хранения. Пулемёт имел некоторые недостатки, которые не позволили ему пройти испытания. При длинной очереди шёл перехлёст ленты, вызывавший задержки при стрельбе. При замачивании пулемёта нарушалась возможность автоматической стрельбы из-за особенностей газоотводной системы (отсечка пороховых газов, которая была внедрена с оглядкой на только принятый на вооружение США пулемёт M60, где она себя не оправдала), что затрудняло использование пулемёта при форсировании водных преград и установку на бронетехнике. Существовала вероятность травмы лица из-за сильной отдачи при небрежной подготовке к стрельбе. Отсечка газа, которая обеспечивала улучшенное воздействие на раму на большом пути её перемещения, при стрельбе, если солдат не зафиксировал оружие в определённом положении, имела и негативный момент. Отдача передавалась на приклад, и он бил в скулу стрелка, если тот прочно не зафиксировал пулемёт, чтобы обуздать отдачу.
По словам М. Т. Калашникова, итоги конкурса не выявили преимущества ПК над ТКБ-521; сам он также упоминает о хромировании стволов собственных образцов в ходе испытаний в Туркестанском ВО, чтобы избежать задержек при стрельбе длинными очередями в условиях запыления, и о попытке задействовать стрелка-виртуоза Л. Г. Копотева, чтобы доказать высокую кучность стрельбы собственного пулемёта. Унификация некоторых узлов с автоматом Калашникова давала преимущества при массовом производстве и стала главной причиной принятия на вооружение ПК. 
Опыт проекта ТКБ-521 оказал влияние на создание теми же конструкторами пулемёта ТКБ-015, из которого вырос успешный крупнокалиберный пулемёт НСВ.

## Описание
ТКБ-521 имел автоматику, основанную на отводе пороховых газов из канала ствола и поворотном затворе. Газы отсекались после удара в поршень. Такая отсечка давала равномерность давления на поршень, более плавную работу автоматики и больший подтяг ленты, но привела к ненадёжной работе при попадании в систему воды. Выстрел производился с заднего шептала. Главное отличие пулемёта от аналогичных систем под патрон 7,62 × 54 мм R состояло в том, что патрон, благодаря особой конструкции ленты, подавался в ствол напрямую из ленты напрошив, без необходимости выдёргивания из ленты назад, как, например, в ПКМ (в 1958 году по требованию заказчика была разработана и модификация пулемёта под штатную ленту под индексом ТКБ-571). Нерассыпная лента выпускалась на 100 или 200 патронов. Пулемёт оснащался рамочным прикладом.